# 宝池院
宝池院（ほうちいん、? - 嘉永4年8月7日（1851年9月2日））は、江戸時代の女性。徳川家斉の側室。名は宇多。歌、満天、鷹とも。父は水野忠直。

## 経歴
寛政4年（1792年）、大奥に御次として奉公し、満天を名乗る。寛政5年（1793年）、家斉の寵愛を受け御中臈となり鷹と称する。
寛政7年（1795年）から享和2年（1802年）までに敬之助、豊三郎、五百姫、舒姫を出産。敬之助は徳川宗睦の養子となるが早世した。ほか3人もすべて早世した。
天保12年（1841年）、家斉の没後、落飾し宝池院と号し、二の丸へ移る。
嘉永4年（1851年）、死去。法名は宝池院惠月心明大姉。

## 関連作品
- 「大奥」 第二部〜悲劇の姉妹〜　(2016年・フジテレビ　演：蓮佛美沙子)　役名は　歌